# Mijiu
| Tip              | vin de orez                        |
| Țară de origine  | China                              |
| Origine          | Asia de Est                        |
| Volum de alcool  | 15%-20%                            |
| Culoare          | transparent                        |
| Ingrediente      | orez glutinos                      |
| Băuturi similare | huangjiu, jiuniang, sake, cheongju |

Mijiu (în chineză: 米酒; pinyin: mǐjiǔ; Wade–Giles: mi-chiu; literal: „vin de orez”) este o băutură alcoolică chinezească făcut din orez glutinos.  În general, este transparent și este echilibrat din punct de vedere al acidității și gustului dulce, similar cu băutura japoneză sake și cu băutura coreeană cheongju. Este făcut din orez glutinos, drojdie chinezească și apă. Conținutul de alcool variază între 15% și 20%. 
Mijiu este produs în China continentală și Taiwan.
Vinul de orez a fost făcut pentru prima dată în China antică, în jurul anului 1000 î.Hr., iar apoi practica s-a răspândit în Japonia și în alte țări din Asia de Est. De atunci a jucat un rol important în viața chinezilor. În majoritatea supermarketurilor chinezești există diferite tipuri de vinuri de orez. Este o băutură tradițională, iar unele familii încă mai practică obiceiul de a face vin de orez de casă. De asemenea, este servit ca băutură aperitiv și se crede că are proprietăți benefice pentru piele și pentru îmbunătățirea metabolismului.
Mijiu este de obicei băut cald, precum sake și cheongju, și este, de asemenea, folosit la gătit. Acest tip de mijiu disponibil în magazinele asiatice este, în general, de o calitate inferioară și poate conține sare pentru a evita taxa pe alcool.
Un tip de baijiu, numit baijiu de orez (chineză: 米白酒; pinyin: mǐ báijiǔ), este o băutură alcoolică obținută din mijiu distilat.
Jiǔniàng (酒酿) sau láozāo (醪糟) este o băutură obținută din vin chinezesc nefiltrat, care conține boabe de orez glutinos întregi și are un conținut foarte scăzut de alcool. Este adesea consumat de copii.
În Taiwan, principalul producător de mijiu esteTaiwan Tobacco and Liquor Corporation (Monopoly Bureau), iar băutura este vândută ca whisky taiwanez. Conținutul de alcool este de 19,5%.

## Utilizare și preparate
Modul tradițional de a folosi mijiu presupune fierberea a trei sticle până când alcoolul se evaporă, pentru a putea fi gătit cu pui. Se crede că această rețetă poate ajuta la vindecarea rănilor. Mijiu este, de asemenea, folosit în Jiuniang, un preparat care conține vin de orez, boabe de orez și uneori găluști din orez glutinos.
Mijiu este cel mai adesea folosit la gătit feluri de mâncare precum rață cu ghimbir, pui cu ulei de susan și pui cu shōchū. 
Mijiu este folosit și în deserturi chinezești, cum ar fi supa cu ouă și vin de orez, Tangyuan (preparat cu găluști dulci cu vin de orez) și băutura dulce din vin de orez amestecat cu zahăr brun.

## Galerie
|                                        |
| Sticlă de mijiu chinezesc pentru gătit |

|                          |
| Sticlă de mijiu taiwanez |